# حمزة حريات
حمزة حريات  (1987 الجزائر) هو لاعب كرة قدم جزائري.

## روابط خارجية
- حمزة حريات على موقع قاعدة بيانات كرة القدم.إي يو (الإنجليزية)
- حمزة حريات على موقع Soccerway.com (الإنجليزية)